# Anthony Talamo Rossi
Anthony Talamo Rossi (né le 13 septembre 1900 à Messine en Italie - mort le 24 janvier 1993) est un chef d'entreprise américain d'origine italienne. Il est le fondateur de Tropicana, producteur de jus de fruit à Bradenton en Floride. La firme emploie 50 personnes à ses débuts et 8 000 en 2004, créant de nombreuses lignes de produits et devenant le plus gros producteur et distributeur de jus de fruits au monde.

## Historique de Tropicana
Né à Messine dans une famille de 10 enfants, il est le fils d'un administrateur d'hôpital et grandit dans une famille sicilienne catholique.
À 21 ans, il s'exile à New York et rejoint une communauté évangélique de type baptiste, se considérant comme un Born again.
En 1947, Anthony Rossi achète une petite compagnie de production de jus d'orange en Floride et fonde Tropicana. À cette époque, le jus frais est livré directement à la porte des consommateurs, comme le lait.
En 1954, Rossi invente un procédé de pasteurisation pour embouteiller le jus en bouteilles de verre aseptisées et en dépose le brevet. Cela permet d'expédier le jus partout, sans le réfrigérer. Peu de temps après, il met au point une méthode pour congeler le jus entier en blocs de 75,5 litres (20 gallons), permettant de stocker et transporter de grands volumes de produit.
En 1957, un navire, le S.S. Tropicana, transporte 5,6 millions de litres (1,5 million de gallons) de Floride à New York chaque semaine.
En 1970, un train long d'1,6 km (appelé le Juice Train) commence à transporter 3,8 millions de litres (1 million de gallons) de jus vers le New Jersey avec un aller-retour par semaine. Plusieurs aller-retours par semaine seront rapidement nécessaires pour satisfaire la demande croissante.
En 1978, il vend Tropicana à Beatrice Foods et se retire des affaires.

## Héritage
En 1987, Rossi devint membre de la Florida Agricultural Hall of Fame. En plus de ses travaux sur le développement des produits dans son entreprise de Tropicana, ses efforts pour introduire les produits à base d'agrumes dans les cantines scolaires de Floride furent loués par tous.